# Hayashida Kaito
Hayashida Kaito (sinh ngày 29 tháng 8 năm 2001) là một cầu thủ bóng đá người Nhật Bản.

## Sự nghiệp câu lạc bộ
Hayashida Kaito hiện đang chơi cho Cerezo Osaka.